# Asteroide areosecante
Un asteroide areosecante, o (dalla lingua inglese) Mars-crosser, è un asteroide del sistema solare la cui orbita interseca quella del pianeta Marte. Gli asteroidi areosecanti propriamente detti devono necessariamente presentare un perielio situato all'interno dell'orbita marziana, e un afelio situato all'esterno; la lista che segue comprende anche quegli asteroidi che rasentano solamente l'orbita del pianeta, internamente o esternamente, pur non intersecandola mai.
All'interno della lista ci sono due asteroidi caratteristici: Eureka, l'unico troiano numerato di Marte, e 2001 EJ18, il solo altro co-orbitale marziano numerato.

## Prospetto
Di seguito un prospetto, non esaustivo, degli asteroidi areosecanti, fino al numero 100000.
- 132 Aethra (radente esternamente)
- 323 Brucia (radente esternamente)

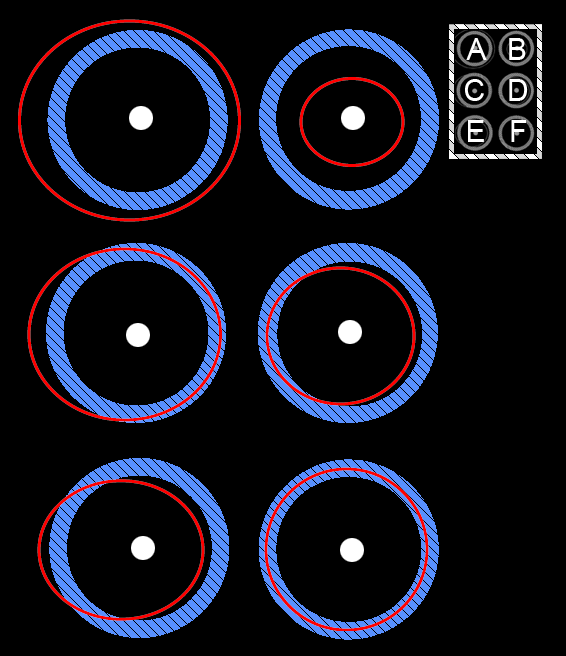
Il grafico mostra le diverse possibili configurazioni orbitali di un asteroide (orbita rossa) rispetto ad un pianeta (orbitante all'interno della fascia azzurra, delimitata da perielio e afelio).
A, B: l'orbita dell'asteroide è esterna (o interna) rispetto a quella del pianeta.
C, D: l'orbita dell'asteroide rasenta esternamente (o internamente) quella del pianeta.
E: l'orbita dell'asteroide interseca quella del pianeta.
F: asteroide e pianeta sono co-orbitali.

- 391 Ingeborg (radente esternamente)
- 433 Eros
- 475 Ocllo (radente esternamente)
- 512 Taurinensis (radente esternamente)
- 699 Hela (radente esternamente)
- 719 Albert
- 887 Alinda
- 1009 Sirene (radente esternamente)
- 1011 Laodamia (radente esternamente)
- 1036 Ganymed
- 1065 Amundsenia (radente esternamente)
- 1131 Porzia (radente esternamente)
- 1134 Kepler (radente esternamente)
- 1139 Atami (radente esternamente)
- 1170 Siva (radente esternamente)
- 1198 Atlantis (radente esternamente)
- 1204 Renzia (radente esternamente)
- 1221 Amor
- 1235 Schorria (radente esternamente)
- 1293 Sonja (radente esternamente)
- 1310 Villigera (radente esternamente)
- 1316 Kasan (radente esternamente)
- 1374 Isora (radente esternamente)
- 1468 Zomba (radente esternamente)
- 1474 Beira (radente esternamente)
- 1508 Kemi (radente esternamente)
- 1565 Lemaître (radente esternamente)
- 1566 Icarus (anche geosecante)
- 1580 Betulia
- 1593 Fagnes (radente esternamente)
- 1620 Geographos (radente internamente, anche geosecante)
- 1627 Ivar
- 1640 Nemo (radente esternamente)
- 1656 Suomi (radente esternamente)
- 1685 Toro (anche geosecante)
- 1727 Mette (radente esternamente)
- 1747 Wright (radente esternamente)
- 1750 Eckert (radente esternamente)
- 1862 Apollo (anche geosecante)
- 1863 Antinous (anche geosecante)
- 1864 Daedalus (anche geosecante)
- 1865 Cerberus (radente internamente, anche geosecante)
- 1866 Sisyphus (anche geosecante)
- 1915 Quetzálcoatl
- 1916 Boreas
- 1917 Cuyo
- 1943 Anteros
- 1951 Lick (radente internamente)
- 1980 Tezcatlipoca
- 1981 Midas (anche geosecante)
- 2035 Stearns (radente esternamente)
- 2044 Wirt (radente esternamente)
- 2055 Dvořák (radente esternamente)
- 2059 Baboquivari
- 2061 Anza
- 2063 Bacchus (radente internamente, anche geosecante)
- 2064 Thomsen (radente esternamente)
- 2074 Shoemaker (radente esternamente)
- 2077 Kiangsu (radente esternamente)
- 2078 Nanking (radente esternamente)
- 2099 Öpik (radente esternamente)
- 2101 Adonis (anche geosecante)
- 2102 Tantalus (anche geosecante)
- 2135 Aristaeus (anche geosecante)
- 2201 Oljato (anche geosecante)
- 2202 Pele
- 2204 Lyyli (radente esternamente)
- 2212 Hephaistos (anche geosecante)
- 2253 Espinette (radente esternamente)
- 2329 Orthos (anche geosecante)
- 2335 James
- 2368 Beltrovata
- 2423 Ibarruri (radente esternamente)
- 2449 Kenos (radente esternamente)
- 2577 Litva (radente esternamente)
- 2608 Seneca
- 2629 Rudra
- 2744 Birgitta (radente esternamente)
- 2937 Gibbs (radente esternamente)
- 2968 Iliya (radente esternamente)
- 3040 Kozai (radente esternamente)
- 3102 Krok
- 3103 Eger (anche geosecante)
- 3122 Florence
- 3163 Randi (radente esternamente)
- 3198 Wallonia (radente esternamente)
- 3199 Nefertiti
- 3200 Phaethon (anche geosecante)
- 3216 Harrington (radente esternamente)
- 3255 Tholen (radente esternamente)
- 3267 Glo (radente esternamente)
- 3270 Dudley (radente esternamente)
- 3271 Ul
- 3287 Olmstead (radente esternamente)
- 3288 Seleucus
- 3343 Nedzel (radente esternamente)
- 3352 McAuliffe
- 3360 Syrinx (anche geosecante)
- 3361 Orpheus (radente internamente, anche geosecante)
- 3362 Khufu (radente internamente, anche geosecante)
- 3392 Setouchi (radente esternamente)
- 3397 Leyla (radente esternamente)
- 3401 Vanphilos (radente esternamente)
- 3402 Wisdom (radente esternamente)
- 3416 Dorrit (radente esternamente)
- 3443 Leetsungdao (radente esternamente)
- 3496 Arieso (radente esternamente)
- 3551 Verenia
- 3552 Don Quixote
- 3553 Mera
- 3581 Alvarez (radente esternamente)
- 3635 Kreutz (radente esternamente)
- 3671 Dionysus (anche geosecante)
- 3674 Erbisbühl (radente esternamente)
- 3691 Bede
- 3737 Beckman (radente esternamente)
- 3752 Camillo (anche geosecante)
- 3753 Cruithne (radente internamente, anche geosecante)
- 3757 Anagolay
- 3800 Karayusuf (radente esternamente)
- 3833 Calingasta
- 3838 Epona (anche geosecante)
- 3854 George (radente esternamente)
- 3858 Dorchester (radente esternamente)
- 3873 Roddy (radente esternamente)
- 3908 Nyx
- 3920 Aubignan (radente esternamente)
- 3988 Huma
- 4015 Wilson-Harrington (anche geosecante)
- 4034 Vishnu (radente internamente, anche geosecante)
- 4055 Magellan
- 4142 Dersu-Uzala (radente esternamente)
- 4179 Toutatis (anche geosecante)
- 4183 Cuno (anche geosecante)
- 4197 Morpheus (anche geosecante)
- 4205 David Hughes (radente esternamente)
- 4257 Ubasti (anche geosecante)
- 4276 Clifford (radente esternamente)
- 4341 Poseidon (anche geosecante)
- 4401 Aditi
- 4435 Holt (radente esternamente)
- 4450 Pan (anche geosecante)
- 4451 Grieve (radente esternamente)
- 4486 Mithra (anche geosecante)
- 4487 Pocahontas
- 4503 Cleobulus
- 4558 Janesick (radente esternamente)
- 4581 Asclepius (radente internamente, anche geosecante)
- 4587 Rees
- (4596) 1981 QB
- 4660 Nereus (anche geosecante)
- (4688) 1980 WF
- 4769 Castalia (radente internamente, anche geosecante)
- 4775 Hansen
- 4910 Kawasato (radente esternamente)
- 4947 Ninkasi (radente internamente)
- (4953) 1990 MU (anche geosecante)
- 4954 Eric
- 4957 Brucemurray
- 4995 Griffin (radente esternamente)
- 5011 Ptah (anche geosecante)
- 5038 Overbeek (radente esternamente)
- 5066 Garradd (radente esternamente)
- (5131) 1990 BG (anche geosecante)
- 5143 Heracles (anche geosecante)
- (5189) 1990 UQ (anche geosecante)
- 5201 Ferraz-Mello (radente esternamente)
- 5230 Asahina (radente esternamente)
- 5246 Migliorini (radente esternamente)
- 5251 Bradwood (radente esternamente)
- 5253 Fredclifford (radente esternamente)
- 5261 Eureka — il solo Troiano numerato di Marte
- 5275 Zdislava (radente esternamente)
- 5324 Lyapunov
- 5332 Davidaguilar
- 5335 Damocles (radente esternamente)
- 5349 Paulharris (radente esternamente)
- 5370 Taranis
- 5392 Parker (radente esternamente)
- (5407) 1992 AX
- (5496) 1973 NA (anche geosecante)
- (5510) 1988 RF7 (radente esternamente)
- 5585 Parks (radente esternamente)
- (5587) 1990 SB
- 5620 Jasonwheeler
- 5621 Erb (radente esternamente)
- 5626 Melissabrucker
- 5641 McCleese (radente esternamente)
- 5642 Bobbywilliams (radente esternamente)
- (5645) 1990 SP (anche geosecante)
- (5646) 1990 TR
- 5649 Donnashirley (radente esternamente)
- 5653 Camarillo
- (5660) 1974 MA (anche geosecante)
- 5682 Beresford (radente esternamente)
- (5693) 1993 EA (anche geosecante)
- 5720 Halweaver (radente esternamente)
- 5731 Zeus (anche geosecante)
- (5732) 1988 WC
- 5738 Billpickering (radente esternamente)
- 5751 Zao
- 5786 Talos (anche geosecante)
- 5797 Bivoj
- 5817 Robertfrazer (radente esternamente)
- (5828) 1991 AM (anche geosecante)
- (5836) 1993 MF
- 5863 Tara
- (5867) 1988 RE
- 5869 Tanith
- 5870 Baltimore (radente esternamente)
- 5879 Almeria
- 5892 Milesdavis (radente esternamente)
- 5929 Manzano (radente esternamente)
- 5999 Plescia (radente esternamente)
- (6037) 1988 EG (anche geosecante)
- 6041 Juterkilian (radente esternamente)
- 6042 Cheshirecat (radente esternamente)
- (6047) 1991 TB1 (anche geosecante)
- 6050 Miwablock
- (6053) 1993 BW3 (anche geosecante)
- 6063 Jason (anche geosecante)
- 6130 Hutton
- 6141 Durda (radente esternamente)
- 6170 Levasseur (radente esternamente)
- 6172 Prokofeana (radente esternamente)
- (6178) 1986 DA
- 6183 Viscome (radente esternamente)
- 6239 Minos (radente internamente, anche geosecante)
- 6249 Jennifer (radente esternamente)
- 6261 Chione (radente esternamente)
- 6263 Druckmüller (radente esternamente)
- 6318 Cronkite
- (6322) 1991 CQ
- 6386 Keithnoll (radente esternamente)
- 6411 Tamaga (radente esternamente)
- 6444 Ryuzin (radente esternamente)
- 6446 Lomberg (radente esternamente)
- (6454) 1991 UG1 (radente esternamente)
- (6455) 1992 HE (anche geosecante)
- 6456 Golombek
- 6485 Wendeesther (radente esternamente)
- 6487 Tonyspear (radente esternamente)
- 6489 Golevka (anche geosecante)
- (6490) 1991 NR2 (radente esternamente)
- (6491) 1991 OA
- 6500 Kodaira (radente esternamente)
- 6523 Clube (radente esternamente)
- 6564 Asher
- 6569 Ondaatje
- 6585 O'Keefe (radente esternamente)
- (6611) 1993 VW (anche geosecante)
- 6847 Kunz-Hallstein (radente esternamente)
- (6874) 1994 JO1 (radente esternamente)
- 6909 Levison (radente esternamente)
- 7002 Bronshten (radente esternamente)
- (7025) 1993 QA (anche geosecante)
- 7079 Baghdad (radente esternamente)
- 7088 Ishtar
- 7092 Cadmus (anche geosecante)
- 7096 Napier
- (7236) 1987 PA
- 7267 Victormeen (radente esternamente)
- 7304 Namiki (radente esternamente)
- 7330 Annelemaître (radente esternamente)
- (7335) 1989 JA (anche geosecante)
- 7336 Saunders
- (7341) 1991 VK (anche geosecante)
- 7345 Happer (radente esternamente)
- (7350) 1993 VA (anche geosecante)
- 7358 Oze
- 7369 Gavrilin (radente esternamente)
- 7445 Trajanus (radente esternamente)
- (7467) 1989 WQ1 (radente esternamente)
- (7474) 1992 TC
- 7480 Norwan
- (7482) 1994 PC1 (anche geosecante)
- 7505 Furusho (radente esternamente)
- 7604 Kridsadaporn
- 7660 Alexanderwilson (radente esternamente)
- 7723 Lugger (radente esternamente)
- (7753) 1988 XB (anche geosecante)
- 7778 Markrobinson (radente esternamente)
- 7816 Hanoi (radente esternamente)
- 7818 Muirhead (radente esternamente)
- (7839) 1994 ND
- (7870) 1987 UP2 (radente esternamente)
- (7888) 1993 UC (anche geosecante)
- (7889) 1994 LX (anche geosecante)
- (7977) 1977 QQ5
- 8013 Gordonmoore
- (8014) 1990 MF (anche geosecante)
- 8034 Akka
- (8035) 1992 TB (anche geosecante)
- (8037) 1993 HO1
- (8176) 1991 WA (anche geosecante)
- (8201) 1994 AH2 (anche geosecante)
- 8251 Isogai (radente esternamente)
- 8256 Shenzhou (radente esternamente)
- 8355 Masuo (radente esternamente)
- 8373 Stephengould (radente esternamente)
- 8444 Popovich (radente esternamente)
- (8507) 1991 CB1 (anche geosecante)
- (8566) 1996 EN (anche geosecante)
- (8567) 1996 HW1
- 8651 Alineraynal (radente esternamente)
- 8709 Kadlu
- 8722 Schirra (radente esternamente)
- (9058) 1992 JB (anche geosecante)
- (9068) 1993 OD (radente esternamente)
- 9082 Leonardmartin (radente esternamente)
- 9162 Kwiila (anche geosecante)
- 9172 Abhramu
- (9202) 1993 PB (anche geosecante)
- (9292) 1982 UE2 (radente esternamente)
- (9400) 1994 TW1
- 9551 Kazi (radente esternamente)
- 9564 Jeffwynn (radente esternamente)
- (9572) 1988 RS6 (radente esternamente)
- 9671 Hemera (radente esternamente)
- 9767 Midsomer Norton (radente esternamente)
- (9773) 1993 MG1 (radente esternamente)
- (9856) 1991 EE (anche geosecante)
- 9881 Sampson (radente esternamente)
- 9950 ESA
- 9969 Braille
- (9992) 1997 TG19 (radente esternamente)
- 10051 Albee (radente esternamente)
- (10115) 1992 SK (radente internamente, anche geosecante)
- (10145) 1994 CK1 (anche geosecante)
- (10150) 1994 PN
- (10165) 1995 BL2 (anche geosecante)
- 10295 Hippolyta
- (10302) 1989 ML (radente internamente)
- 10416 Kottler
- 10502 Armaghobs (radente esternamente)
- (10548) 1992 PJ2 (radente esternamente)
- (10578) 1995 LH (radente esternamente)
- (10636) 1998 QK56 (anche geosecante)
- (10737) 1988 DZ4 (radente esternamente)
- (10860) 1995 LE
- 10984 Gispen (radente esternamente)
- (11054) 1991 FA
- 11066 Sigurd (anche geosecante)
- 11152 Oomine (radente esternamente)
- 11284 Belenus
- 11311 Peleus (anche geosecante)
- (11318) 1994 XZ4 (radente esternamente)
- (11398) 1998 YP11
- (11405) 1999 CV3 (anche geosecante)
- 11466 Katharinaotto (radente esternamente)
- 11500 Tomaiyowit (radente internamente, anche geosecante)
- 11836 Eileen (radente esternamente)
- 11885 Summanus (anche geosecante)
- 12008 Kandrup
- (12009) 1996 UE (radente esternamente)
- (12198) 1980 PJ1 (radente esternamente)
- (12390) 1994 WB1 (radente esternamente)
- (12520) 1998 HV78 (radente esternamente)
- (12538) 1998 OH (anche geosecante)
- 12711 Tukmit (radente internamente, anche geosecante)
- 12923 Zephyr (anche geosecante)
- (13091) 1992 PT3 (radente esternamente)
- (13153) 1995 QC3 (radente esternamente)
- 13551 Gadsden (radente esternamente)
- 13553 Masaakikoyama
- (13651) 1997 BR (anche geosecante)
- (13819) 1999 SX5 (radente esternamente)
- 13920 Montecorvino (radente esternamente)
- (14017) 1994 NS (radente esternamente)
- (14211) 1999 NT1 (radente esternamente)
- (14222) 1999 WS1 (radente esternamente)
- 14223 Dolby (radente esternamente)
- 14309 Defoy (radente esternamente)
- (14402) 1991 DB
- (14461) 1993 FL54 (radente esternamente)
- (14581) 1998 RT4 (radente esternamente)
- (14653) 1998 YV11 (radente esternamente)
- 14827 Hypnos (anche geosecante)
- (14982) 1997 TH19 (radente esternamente)
- 15609 Kosmaczewski (radente esternamente)
- 15673 Chetaev (radente esternamente)
- (15700) 1987 QD (radente esternamente)
- 15745 Yuliya
- (15778) 1993 NH (radente esternamente)
- 15790 Keizan (radente esternamente)
- 15817 Lucianotesi (radente internamente)
- 16064 Davidharvey
- 16142 Leung (radente esternamente)
- (16143) 1999 XK142 (radente esternamente)
- 16465 Basilrowe (radente esternamente)
- (16474) 1990 QG3 (radente esternamente)
- 16529 Dangoldin (radente esternamente)
- 16588 Johngee (radente esternamente)
- (16591) 1992 SY17 (radente esternamente)
- (16635) 1993 QO (radente esternamente)
- (16636) 1993 QP
- (16657) 1993 UB
- 16695 Terryhandley
- 16724 Ullilotzmann (radente esternamente)
- (16816) 1997 UF9 (anche geosecante)
- (16834) 1997 WU22 (anche geosecante)
- (16851) 1997 YU1 (radente esternamente)
- (16868) 1998 AK8 (radente esternamente)
- 16912 Rhiannon
- 16958 Klaasen (radente esternamente)
- (16960) 1998 QS52 (anche geosecante)
- (17181) 1999 UM3 (anche geosecante)
- (17182) 1999 VU (anche geosecante)
- (17188) 1999 WC2 (anche geosecante)
- (17274) 2000 LC16
- 17435 di Giovanni (radente esternamente)
- 17493 Wildcat (radente esternamente)
- (17511) 1992 QN (radente internamente, anche geosecante)
- 17555 Kenkennedy (radente esternamente)
- 17640 Mount Stromlo (radente esternamente)
- 17744 Jodiefoster (radente esternamente)
- 18106 Blume
- (18109) 2000 NG11
- (18172) 2000 QL7
- (18181) 2000 QD34 (radente esternamente)
- (18195) 2000 QG116 (radente esternamente)
- 18284 Tsereteli (radente esternamente)
- 18398 Bregenz (radente esternamente)
- 18499 Showalter (radente esternamente)
- (18514) 1996 TE11
- (18620) 1998 DS10 (radente esternamente)
- (18726) 1998 KC2 (radente esternamente)
- (18736) 1998 NU
- 18751 Yualexandrov (radente esternamente)
- (18882) 1999 YN4
- (18899) 2000 JQ2 (radente esternamente)
- (18916) 2000 OG44 (radente esternamente)
- (18919) 2000 OJ52 (radente esternamente)
- (19080) 1970 JB (radente esternamente)
- 19127 Olegefremov (radente esternamente)
- (19356) 1997 GH3
- (19388) 1998 DQ3 (radente esternamente)
- (19402) 1998 EG14 (radente esternamente)
- (19764) 2000 NF5
- (19877) 9086 P-L (radente esternamente)
- (19958) 1985 RN4 (radente esternamente)
- 20037 Duke (radente esternamente)
- 20062 Matthewgriffin (radente esternamente)
- (20086) 1994 LW
- (20137) 1996 PX8 (radente esternamente)
- 20187 Janapittichová (radente esternamente)
- (20236) 1998 BZ7 (anche geosecante)
- (20255) 1998 FX2
- (20425) 1998 VD35 (anche geosecante)
- (20429) 1998 YN1 (anche geosecante)
- (20446) 1999 JB80 (radente esternamente)
- 20460 Robwhiteley
- (20691) 1999 VY72 (radente esternamente)
- (20786) 2000 RG62 (radente esternamente)
- (20790) 2000 SE45
- (20826) 2000 UV13 (anche geosecante)
- (20860) 2000 VS34 (radente esternamente)
- (20958) A900 MA (radente esternamente)
- 21001 Trogrlic (radente esternamente)
- (21028) 1989 TO (radente esternamente)
- (21030) 1989 TZ11 (radente esternamente)
- (21056) 1991 CA1 (radente esternamente)
- 21088 Chelyabinsk
- 21104 Sveshnikov (radente esternamente)
- (21183) 1994 EO2 (radente esternamente)
- (21228) 1995 SC (radente esternamente)
- (21277) 1996 TO5
- (21374) 1997 WS22 (radente internamente)
- (21788) 1999 SZ5 (radente esternamente)
- (21893) 1999 VL4 (radente esternamente)
- 21966 Hamadori (radente esternamente)
- (22099) 2000 EX106 (radente internamente, anche geosecante)
- 22168 Weissflog (radente esternamente)
- 22283 Pytheas (radente esternamente)
- 22385 Fujimoriboshi (radente esternamente)
- 22449 Ottijeff (radente esternamente)
- (22601) 1998 HD124 (radente esternamente)
- (22753) 1998 WT (anche geosecante)
- (22771) 1999 CU3 (anche geosecante)
- (22807) 1999 RK7 (radente esternamente)
- (22844) 1999 RU111 (radente esternamente)
- (23183) 2000 OY21
- (23187) 2000 PN9 (anche geosecante)
- (23250) 2000 WQ181 (radente esternamente)
- (23548) 1994 EF2
- (23606) 1996 AS1
- (23621) 1996 PA
- (23714) 1998 EC3
- (23726) 1998 HG48 (radente esternamente)
- (23738) 1998 JZ1 (radente esternamente)
- (23983) 1999 NS11 (radente esternamente)
- (24029) 1999 RT198 (radente esternamente)
- (24143) 1999 VY124 (radente esternamente)
- (24242) 1999 XY100 (radente esternamente)
- (24443) 2000 OG (anche geosecante)
- (24445) 2000 PM8 (anche geosecante)
- (24447) 2000 QY1
- (24475) 2000 VN2
- 24495 Degroff (radente esternamente)
- 24643 MacCready (radente esternamente)
- 24654 Fossett (radente esternamente)
- (24682) 1990 BH (radente esternamente)
- (24693) 1990 SB2 (radente esternamente)
- 24761 Ahau (anche geosecante)
- (24806) 1994 RH9 (radente esternamente)
- (24809) 1994 TW3 (radente esternamente)
- (24814) 1994 VW1 (radente esternamente)
- (24819) 1994 XY4 (radente esternamente)
- (24883) 1996 VG9 (radente esternamente)
- (24970) 1998 FC12 (radente esternamente)
- (25037) 1998 QC37 (radente esternamente)
- 25143 Itokawa (anche geosecante)
- (25330) 1999 KV4 (anche geosecante)
- (25362) 1999 TH24 (radente esternamente)
- (25872) 2000 MV1
- (25916) 2001 CP44
- (25974) 2001 FF43 (radente esternamente)
- (26050) 3167 T-2 (radente esternamente)
- 26074 Carlwirtz (radente esternamente)
- (26120) 1991 VZ2 (radente esternamente)
- (26129) 1993 DK (radente esternamente)
- (26166) 1995 QN3
- (26189) 1997 AX12 (radente esternamente)
- (26209) 1997 RD1 (radente esternamente)
- (26310) 1998 TX6
- (26379) 1999 HZ1 (anche geosecante)
- (26385) 1999 RN20 (radente esternamente)
- 26471 Tracybecker (radente esternamente)
- (26663) 2000 XK47 (anche geosecante)
- (26677) 2001 EJ18 — co-orbitale di Marte
- (26760) 2001 KP41
- (26817) 1987 QB
- (26822) 1988 RG13 (radente esternamente)
- 26858 Misterrogers (radente esternamente)
- 26879 Haines (radente esternamente)
- (27002) 1998 DV9 (anche geosecante)
- (27031) 1998 RO4
- (27057) 1998 SP33 (radente esternamente)
- (27089) 1998 UE15 (radente esternamente)
- 27234 Timdodd
- (27346) 2000 DN8
- (27351) 2000 DO73 (radente esternamente)
- 27657 Berkhey (radente esternamente)
- (27995) 1997 WL2 (radente esternamente)
- (28017) 1997 YV13 (radente esternamente)
- (28085) 1998 QO98 (radente esternamente)
- (28203) 1998 XL48 (radente esternamente)
- (28565) 2000 EO58 (radente esternamente)
- (29075) 1950 DA (anche geosecante)
- (29180) 1990 SW1 (radente esternamente)
- (29407) 1996 UW (radente esternamente)
- (29451) 1997 RM1 (radente esternamente)
- (29566) 1998 FK5 (radente esternamente)
- (29780) 1999 CJ50 (radente esternamente)
- (30105) 2000 FO3 (radente esternamente)
- (30555) 2001 OM59 (radente esternamente)
- (30717) 1937 UD (radente esternamente)
- (30765) 1981 EJ48 (radente esternamente)
- 30767 Chriskraft (radente esternamente)
- (30771) 1986 PO2 (radente esternamente)
- 30775 Lattu (radente esternamente)
- 30785 Greeley (radente esternamente)
- 30786 Karkoschka (radente esternamente)
- (30800) 1989 ST (radente esternamente)
- (30825) 1990 TG1 (anche geosecante)
- (30854) 1991 VB
- (30856) 1991 XE (radente esternamente)
- 30963 Mount Banzan (radente esternamente)
- (30997) 1995 UO5 (anche geosecante)
- (31076) 1996 XH1 (radente esternamente)
- 31098 Frankhill (radente esternamente)
- (31180) 1997 YX3 (radente esternamente)
- (31210) 1998 BX7
- (31221) 1998 BP26
- (31318) 1998 GQ10 (radente esternamente)
- (31320) 1998 HX2 (radente esternamente)
- (31345) 1998 PG
- (31346) 1998 PB1
- (31367) 1998 WB9 (radente esternamente)
- 31415 Fenucci (radente esternamente)
- (31662) 1999 HP11 (anche geosecante)
- (31669) 1999 JT6 (anche geosecante)
- (31832) 2000 AP59 (radente esternamente)
- (31843) 2000 CQ80 (radente esternamente)
- (31845) 2000 DK17 (radente esternamente)
- (31869) 2000 EF101 (radente esternamente)
- (31881) 2000 FL15 (radente esternamente)
- (31895) 2000 FX44 (radente esternamente)
- (31913) 2000 GM56 (radente esternamente)
- (32039) 2000 JO23 (radente esternamente)
- (32122) 2000 LD10 (radente esternamente)
- (32575) 2001 QY78 (radente esternamente)
- (32581) 2001 QW98 (radente esternamente)
- (32827) 1992 DF1 (radente esternamente)
- 32890 Schwob (radente esternamente)
- 32897 Curtharris (radente esternamente)
- (32906) 1994 RH
- (32910) 1994 TE15 (radente esternamente)
- (33060) 1997 VY (radente esternamente)
- (33073) 1997 WU16 (radente esternamente)
- 33330 Barèges (radente esternamente)
- (33836) 2000 FB39 (radente esternamente)
- (33865) 2000 JX15 (radente esternamente)
- (33881) 2000 JK66 (radente esternamente)
- (34048) 2000 OR35 (radente esternamente)
- (34613) 2000 UR13
- (34706) 2001 OP83 (radente esternamente)
- (34755) 2001 QW120 (radente esternamente)
- (34759) 2001 QL151 (radente esternamente)
- 34817 Shiominemoto (radente esternamente)
- 35056 Cullers (radente esternamente)
- (35368) 1997 UB8 (radente esternamente)
- (35396) 1997 XF11 (anche geosecante)
- (35432) 1998 BG9
- (35670) 1998 SU27 (anche geosecante)
- (35709) 1999 FR28 (radente esternamente)
- (36017) 1999 ND43
- (36183) 1999 TX16
- (36236) 1999 VV (anche geosecante)
- (36282) 2000 CT98 (radente esternamente)
- (36284) 2000 DM8 (anche geosecante)
- (36771) 2000 RD97 (radente esternamente)
- (36779) 2000 SW1 (radente esternamente)
- (37152) 2000 VV56 (radente esternamente)
- (37308) 2001 OP16 (radente esternamente)
- (37314) 2001 QP (radente esternamente)
- (37329) 2001 QW108
- (37336) 2001 RM
- (37359) 2001 UM17 (radente esternamente)
- (37367) 2001 VC (radente esternamente)
- (37378) 2001 VU76 (radente esternamente)
- (37384) 2001 WU1
- (37479) 1130 T-1 (radente esternamente)
- (37568) 1989 TP (radente esternamente)
- (37596) 1991 VV6 (radente esternamente)
- (37638) 1993 VB (anche geosecante)
- 37655 Illapa (anche geosecante)
- (37671) 1994 UY11 (radente esternamente)
- (37802) 1997 XD11 (radente esternamente)
- (38063) 1999 FH (radente esternamente)
- (38066) 1999 FO19
- (38071) 1999 GU3
- (38074) 1999 GX19 (radente esternamente)
- 38086 Beowulf (anche geosecante)
- (38091) 1999 JT3
- (38181) 1999 JG124 (radente esternamente)
- (38239) 1999 OR3 (anche geosecante)
- (38647) 2000 OW8 (radente esternamente)
- (38683) 2000 QQ7 (radente esternamente)
- (39096) 2000 WE1 (radente esternamente)
- (39235) 2000 YH55 (radente esternamente)
- (39489) 1981 EU6 (radente esternamente)
- 39557 Gielgud
- (39561) 1992 QA (radente esternamente)
- (39565) 1992 SL
- (39572) 1993 DQ1
- (39702) 1996 TZ10 (radente esternamente)
- 39741 Komm (radente esternamente)
- (39774) 1997 GO27 (radente internamente)
- (39796) 1997 TD
- (40245) 1998 WO7 (radente esternamente)
- (40263) 1999 FQ5
- (40267) 1999 GJ4 (anche geosecante)
- (40271) 1999 JT (radente esternamente)
- (40310) 1999 KU4
- (40315) 1999 LS (radente esternamente)
- (40329) 1999 ML
- (40430) 1999 RL28 (radente esternamente)
- (40468) 1999 RF46 (radente esternamente)
- (40719) 1999 SZ2 (radente esternamente)
- (41074) 1999 VL40 (radente esternamente)
- (41223) 1999 XD16 (radente esternamente)
- (41429) 2000 GE2 (anche geosecante)
- (41434) 2000 GB82 (radente esternamente)
- (41440) 2000 HZ23
- (41464) 2000 OL22 (radente esternamente)
- (41475) 2000 PR13 (radente esternamente)
- (41503) 2000 QG148 (radente esternamente)
- (41574) 2000 SQ1 (radente esternamente)
- (41577) 2000 SV2 (radente esternamente)
- (41588) 2000 SC46 (radente esternamente)
- (41774) 2000 VR44 (radente esternamente)
- (42286) 2001 TN41 (anche geosecante)
- (42501) 1992 YC (radente esternamente)
- 42531 McKenna (radente esternamente)
- 42609 Daubechies (radente esternamente)
- (42805) 1999 JU1 (radente esternamente)
- (42811) 1999 JN81 (radente esternamente)
- (42887) 1999 RV155 (radente esternamente)
- (43017) 1999 VA2 (radente esternamente)
- (43369) 2000 WP3 (radente esternamente)
- (44010) 1997 UH11 (radente esternamente)
- (44168) 1998 JJ4 (radente esternamente)
- (44200) 1998 MJ25 (radente esternamente)
- (44619) 1999 RO42 (radente esternamente)
- (45074) 1999 XA38 (radente esternamente)
- (45164) 1999 XK127 (radente esternamente)
- (45251) 1999 YN (radente esternamente)
- (45764) 2000 LV (radente esternamente)
- (46433) 2002 JQ67 (radente esternamente)
- (46598) 1993 FT2 (radente esternamente)
- (46771) 1998 HM7 (radente esternamente)
- (46773) 1998 HZ12 (radente esternamente)
- (46780) 1998 HH52 (radente esternamente)
- (46818) 1998 MZ24 (radente esternamente)
- (47035) 1998 WS (radente esternamente)
- (47145) 1999 RN11 (radente esternamente)
- (47199) 1999 TY204 (radente esternamente)
- (47343) 1999 XL45 (radente esternamente)
- (47576) 2000 AW172 (radente esternamente)
- (47581) 2000 AN178 (radente esternamente)
- (47588) 2000 AM201 (radente esternamente)
- (47648) 2000 CA40 (radente esternamente)
- (47834) 2000 EN114 (radente esternamente)
- (48338) 2002 PV27 (radente esternamente)
- (48450) 1991 NA (radente esternamente)
- (48468) 1991 SS1 (radente esternamente)
- (48570) 1994 EA2 (radente esternamente)
- (48603) 1995 BC2
- (48621) 1995 OC (radente esternamente)
- (48864) 1998 HK43 (radente esternamente)
- (49385) 1998 XA12 (radente esternamente)
- (49664) 1999 MV (radente esternamente)
- (49952) 1999 XH212 (radente esternamente)
- (50143) 2000 AB132 (radente esternamente)
- (50354) 2000 CX70 (radente esternamente)
- (50867) 2000 GM4 (radente esternamente)
- (51075) 2000 GG162 (radente esternamente)
- (51157) 2000 HB57 (radente esternamente)
- (51356) 2000 RY76 (radente esternamente)
- (51773) 2001 MV (radente esternamente)
- (52297) 1991 CH2 (radente esternamente)
- (52310) 1991 VJ (radente esternamente)
- (52317) 1992 BC1 (radente esternamente)
- (52340) 1992 SY (anche geosecante)
- (52381) 1993 HA (radente internamente)
- (52384) 1993 HZ5 (radente esternamente)
- 52387 Huitzilopochtli (radente internamente)
- (52439) 1994 QL (radente esternamente)
- (52453) 1994 WC (radente esternamente)
- (52689) 1998 FF2
- (52722) 1998 GK (radente esternamente)
- (52730) 1998 HN4 (radente esternamente)
- (52750) 1998 KK17 (anche geosecante)
- (52760) 1998 ML14 (anche geosecante)
- (52761) 1998 MN14
- (52762) 1998 MT24 (anche geosecante)
- (52768) 1998 OR2
- (52800) 1998 QT60 (radente esternamente)
- (53110) 1999 AR7
- (53319) 1999 JM8 (anche geosecante)
- (53409) 1999 LU7 (anche geosecante)
- (53426) 1999 SL5 (anche geosecante)
- (53429) 1999 TF5 (anche geosecante)
- (53430) 1999 TY16
- (53431) 1999 UQ10 (radente esternamente)
- (53432) 1999 UT55 (radente esternamente)
- (53435) 1999 VM40
- (53550) 2000 BF19 (anche geosecante)
- (53789) 2000 ED104 (anche geosecante)
- (54013) 2000 GA97 (radente esternamente)
- (54071) 2000 GQ146 (radente internamente)
- (54401) 2000 LM
- (54660) 2000 UJ1
- (54686) 2001 DU8
- (54690) 2001 EB
- (54697) 2001 FA70 (radente esternamente)
- (54718) 2001 HB61 (radente esternamente)
- (54754) 2001 KJ56 (radente esternamente)
- (54789) 2001 MZ7
- (55043) 2001 QL59 (radente esternamente)
- (55333) 2001 SZ117 (radente esternamente)
- (55380) 2001 SB264 (radente esternamente)
- (55401) 2001 SX316 (radente esternamente)
- (55532) 2001 WG2 (anche geosecante)
- (55757) 1991 XN (radente esternamente)
- (55760) 1992 BL1 (radente esternamente)
- (55825) 1995 SD4 (radente esternamente)
- (55969) 1998 KH56 (radente esternamente)
- (56950) 2000 SA2 (radente esternamente)
- (57004) 2000 SP349 (radente esternamente)
- (57047) 2001 LG1 (radente esternamente)
- (57878) 2001 YZ148 (radente esternamente)
- (57924) 2002 FO28 (radente esternamente)
- (58023) 2002 VR40 (radente esternamente)
- (58046) 2002 XA14 (radente esternamente)
- (58050) 2002 YA (radente esternamente)
- (58070) 1034 T-2 (radente esternamente)
- (58141) 1981 UW22 (radente esternamente)
- (58149) 1987 SX11 (radente esternamente)
- (58175) 1990 SE15 (radente esternamente)
- (58325) 1994 RE11 (radente esternamente)
- (58683) 1998 AJ10 (radente esternamente)
- (58980) 1998 RG47 (radente esternamente)
- (59490) 1999 JD4 (radente esternamente)
- (59836) 1999 RN44 (radente esternamente)
- (59979) 1999 SV5 (radente esternamente)
- (60187) 1999 VL23 (radente esternamente)
- (60216) 1999 VG82 (radente esternamente)
- (60375) 2000 AY146 (radente esternamente)
- (60396) 2000 AG243 (radente esternamente)
- (60689) 2000 GG37 (radente esternamente)
- (60733) 2000 GL80 (radente esternamente)
- (60735) 2000 GF82 (radente esternamente)
- (60886) 2000 JB10 (radente esternamente)
- (60924) 2000 JF44 (radente esternamente)
- (61256) 2000 OT25 (radente esternamente)
- (61343) 2000 PC5 (radente esternamente)
- (61416) 2000 QL12 (radente esternamente)
- (61550) 2000 QK70 (radente esternamente)
- (61799) 2000 QC184 (radente esternamente)
- (62042) 2000 RF65 (radente esternamente)
- (62047) 2000 RE66 (radente esternamente)
- (62268) 2000 SQ90 (radente esternamente)
- (62730) 2000 TE59 (radente esternamente)
- (63160) 2000 YN8 (radente esternamente)
- (63164) 2000 YU14 (radente esternamente)
- (63341) 2001 FD77 (radente esternamente)
- (63583) 2001 QP31 (radente esternamente)
- (65335) 2002 LR58 (radente esternamente)
- (65425) 2002 TL129 (radente esternamente)
- (65433) 2002 TX238 (radente esternamente)
- (65674) 1988 SM
- (65682) 1990 QU2 (radente esternamente)
- (65690) 1991 DG (anche geosecante)
- (65706) 1992 NA
- (65717) 1993 BX3 (anche geosecante)
- (65733) 1993 PC (anche geosecante)
- (65742) 1993 TY18 (radente esternamente)
- (65757) 1994 FV (radente esternamente)
- (65776) 1995 SW3 (radente esternamente)
- 65784 Naderayama (radente esternamente)
- 65803 Didymos (anche geosecante)
- (65808) 1996 LO1 (radente esternamente)
- (65817) 1996 TC33 (radente esternamente)
- (65909) 1998 FH12 (anche geosecante)
- (65996) 1998 MX5
- (65999) 1998 ND (radente esternamente)
- (66008) 1998 QH2 (anche geosecante)
- (66063) 1998 RO1 (anche geosecante)
- (66251) 1999 GJ2
- (66253) 1999 GT3 (anche geosecante)
- (66269) 1999 JN3 (radente esternamente)
- (66272) 1999 JW6
- (66280) 1999 JF12 (radente esternamente)
- (66294) 1999 JS27 (radente esternamente)
- (66358) 1999 JW87 (radente esternamente)
- (66419) 1999 NR13 (radente esternamente)
- 66458 Romaplanetario (radente esternamente)
- (66959) 1999 XO35
- (67284) 2000 GD1 (radente esternamente)
- (67367) 2000 LY27 (radente internamente)
- (67381) 2000 OL8 (anche geosecante)
- (67399) 2000 PJ6 (anche geosecante)
- (67473) 2000 RH6 (radente esternamente)
- (67502) 2000 RE44 (radente esternamente)
- (67522) 2000 RB79 (radente esternamente)
- (67729) 2000 UQ23 (radente esternamente)
- (67865) 2000 WG23 (radente esternamente)
- (67930) 2000 WP122 (radente esternamente)
- (67943) 2000 WP151 (radente esternamente)
- (68031) 2000 YK29 (radente internamente)
- (68063) 2000 YJ66
- (68134) 2001 AT18 (radente esternamente)
- (68216) 2001 CV26 (anche geosecante)
- (68267) 2001 EA16 (anche geosecante)
- (68278) 2001 FC7 (radente internamente)
- (68346) 2001 KZ66 (anche geosecante)
- (68348) 2001 LO7 (anche geosecante)
- (68350) 2001 MK3
- (68359) 2001 OZ13
- (68372) 2001 PM9 (anche geosecante)
- (68548) 2001 XR31 (anche geosecante)
- (68569) 2001 YE3 (radente esternamente)
- (68944) 2002 PQ130 (radente esternamente)
- (68950) 2002 QF15 (radente internamente, anche geosecante)
- (69045) 2002 XN59 (radente esternamente)
- (69117) 2003 EX2 (radente esternamente)
- 69230 Hermes (anche geosecante)
- (69239) 1978 XT (radente esternamente)
- 69260 Tonyjudt (radente esternamente)
- (69274) 1989 UZ1 (radente esternamente)
- (69307) 1992 ON (radente esternamente)
- 69311 Russ (radente esternamente)
- (69350) 1993 YP (radente esternamente)
- (69466) 1996 VZ5 (radente esternamente)
- (69701) 1998 HP49 (radente esternamente)
- (70055) 1999 JN6 (radente esternamente)
- (70056) 1999 JJ8 (radente esternamente)
- (70111) 1999 LM7 (radente esternamente)
- (71997) 2000 WD178 (radente esternamente)
- (72044) 2000 YH5 (radente esternamente)
- (72204) 2000 YV133 (radente esternamente)
- (72569) 2001 EC13 (radente esternamente)
- 73534 Liviasavioli (radente esternamente)
- (73575) 4789 P-L (radente esternamente)
- (73669) 1981 WL2 (radente esternamente)
- (73673) 1986 RX1 (radente esternamente)
- (73681) 1989 TL18 (radente esternamente)
- (73735) 1993 QE3 (radente esternamente)
- (73865) 1997 AW (radente esternamente)
- (74217) 1998 RB73 (radente esternamente)
- (74523) 1999 GA6 (radente esternamente)
- (74539) 1999 JD15 (radente esternamente)
- (74558) 1999 LT13 (radente esternamente)
- (74561) 1999 LE18 (radente esternamente)
- (74564) 1999 NY1 (radente esternamente)
- (74576) 1999 NG25 (radente esternamente)
- (74644) 1999 RK63 (radente esternamente)
- (74721) 1999 RH167 (radente esternamente)
- (74779) 1999 RF241 (radente esternamente)
- (74789) 1999 SY5 (radente esternamente)
- (74823) 1999 TD15 (radente esternamente)
- (74839) 1999 TZ34 (radente esternamente)
- (74998) 1999 TV276 (radente esternamente)
- (75015) 1999 UW4 (radente esternamente)
- (75017) 1999 UE5 (radente esternamente)
- (75079) 1999 VN24 (radente esternamente)
- (75303) 1999 XQ35 (radente esternamente)
- (75409) 1999 XR104 (radente esternamente)
- (75412) 1999 XJ108 (radente esternamente)
- (75567) 2000 AK1 (radente esternamente)
- (75933) 2000 CB75 (radente esternamente)
- (76789) 2000 LG16 (radente esternamente)
- (76828) 2000 SL161 (radente esternamente)
- (76978) 2001 BY60 (radente esternamente)
- 77971 Donnolo (radente esternamente)
- (78545) 2002 RT121 (radente esternamente)
- (78587) 2002 SZ12 (radente esternamente)
- (79137) 1991 PD15 (radente esternamente)
- (79150) 1992 UR7 (radente esternamente)
- (79219) 1994 LN (radente esternamente)
- (79512) 1998 KE3 (radente esternamente)
- (79558) 1998 QE51 (radente esternamente)
- (79571) 1998 QG92 (radente esternamente)
- (79576) 1998 QG98 (radente esternamente)
- (79611) 1998 RC52 (radente esternamente)
- (79721) 1998 SE112 (radente esternamente)
- (80023) 1999 JY1 (radente esternamente)
- (80098) 1999 MV1 (radente esternamente)
- (80107) 1999 RG29 (radente esternamente)
- (80250) 1999 WW9 (radente esternamente)
- (80356) 1999 XM124 (radente esternamente)
- (80366) 1999 XA142 (radente esternamente)
- (80593) 2000 AG144 (radente esternamente)
- (82059) 2000 UM30 (radente esternamente)
- (82085) 2001 CL20 (radente esternamente)
- (82105) 2001 FG26 (radente esternamente)
- (82124) 2001 FO78 (radente esternamente)
- (82233) 2001 JF1 (radente esternamente)
- (82474) 2001 OB23 (radente esternamente)
- (82676) 2001 PV23 (radente esternamente)
- (82913) 2001 QN103 (radente esternamente)
- (83120) 2001 QP246 (radente esternamente)
- (83988) 2002 LC34 (radente esternamente)
- (83992) 2002 MG3 (radente esternamente)
- (84667) 2002 VO82 (radente esternamente)
- (85118) 1971 UU (radente esternamente)
- 85119 Hannieschaft (radente esternamente)
- 85158 Phyllistrapp (radente esternamente)
- (85165) 1988 TV2 (radente esternamente)
- (85182) 1991 AQ
- (85184) 1991 JG1 (radente internamente)
- (85185) 1991 LM3 (radente esternamente)
- (85235) 1993 JA (radente esternamente)
- (85236) 1993 KH (radente internamente)
- (85274) 1994 GH (radente esternamente)
- (85275) 1994 LY
- (85372) 1996 EO12 (radente esternamente)
- (85383) 1996 MS (radente esternamente)
- (85490) 1997 SE5
- (85546) 1997 XH1 (radente esternamente)
- 85585 Mjolnir
- (85628) 1998 KV2
- (85640) 1998 OX4
- (85709) 1998 SG36
- (85713) 1998 SS49
- (85762) 1998 TH4 (radente esternamente)
- (85774) 1998 UT18
- (85804) 1998 WQ5
- (85818) 1998 XM4
- (85839) 1998 YO4
- (85848) 1998 YP29 (radente esternamente)
- (85867) 1999 BY9
- (85938) 1999 DJ4
- (85989) 1999 JD6 (radente internamente)
- (86025) 1999 LX3 (radente esternamente)
- (86039) 1999 NC43
- (86067) 1999 RM28
- (86194) 1999 SD2 (radente esternamente)
- (86212) 1999 TG21 (radente esternamente)
- (86324) 1999 WA2
- (86326) 1999 WK13
- (86373) 1999 YK (radente esternamente)
- (86401) 2000 AF143 (radente esternamente)
- (86534) 2000 DT98 (radente esternamente)
- (86608) 2000 EK85 (radente esternamente)
- (86626) 2000 EV124 (radente esternamente)
- (86666) 2000 FL10
- (86730) 2000 GY37 (radente esternamente)
- (86819) 2000 GK137
- (86829) 2000 GR146
- (86878) 2000 HD24
- (86964) 2000 JV2 (radente esternamente)
- (87005) 2000 JJ52 (radente esternamente)
- (87024) 2000 JS66 (radente internamente)
- (87025) 2000 JT66
- (87035) 2000 KE2 (radente esternamente)
- (87311) 2000 QJ1
- (87684) 2000 SY2 (radente internamente)
- (88188) 2000 XH44
- (88191) 2000 YK21 (radente esternamente)
- (88213) 2001 AF2 (radente internamente)
- (88254) 2001 FM129
- (88263) 2001 KQ1
- (88264) 2001 KN20
- (88412) 2001 QN28 (radente esternamente)
- (88424) 2001 QC61 (radente esternamente)
- (88453) 2001 QF91 (radente esternamente)
- (88609) 2001 QP296 (radente esternamente)
- (88938) 2001 TR33 (radente esternamente)
- (88954) 2001 TE42 (radente esternamente)
- (88959) 2001 TZ44
- (89136) 2001 US16
- (89137) 2001 UD17 (radente esternamente)
- (89355) 2001 VS78
- (89365) 2001 VZ81 (radente esternamente)
- (89454) 2001 XG (radente esternamente)
- (89486) 2001 XL31 (radente esternamente)
- (89566) 2001 XZ103 (radente esternamente)
- (89766) 2002 AO62 (radente esternamente)
- (89776) 2002 AL90 (radente esternamente)
- (89830) 2002 CE
- (89958) 2002 LY45
- (89959) 2002 NT7
- (90075) 2002 VU94
- (90147) 2002 YK14
- (90281) 2003 DQ15 (radente esternamente)
- (90367) 2003 LC5 (radente internamente)
- (90373) 2003 SZ219
- (90403) 2003 YE45 (radente internamente)
- (90416) 2003 YK118
- (90791) 1994 PG32 (radente esternamente)
- (90916) 1997 LR (radente esternamente)
- (90943) 1997 UX2 (radente esternamente)
- (91044) 1998 FX15 (radente esternamente)
- (91210) 1998 XS96 (radente esternamente)
- (91227) 1999 BG9 (radente esternamente)
- (92158) 1999 XW141 (radente esternamente)
- (92278) 2000 CB110 (radente esternamente)
- (92359) 2000 HC24 (radente esternamente)
- (93038) 2000 RL104 (radente esternamente)
- (93040) 2000 SG (radente esternamente)
- (93751) 2000 WH1 (radente esternamente)
- (93768) 2000 WN22 (radente esternamente)
- (94210) 2001 BK33 (radente esternamente)
- (94396) 2001 SN213 (radente esternamente)
- (94623) 2001 WD2 (radente esternamente)
- (94891) 2001 YC5 (radente esternamente)
- (95087) 2002 AQ89 (radente esternamente)
- (95696) 2002 JU75 (radente esternamente)
- (95711) 2003 AK (radente esternamente)
- (95786) 2003 FN7 (radente esternamente)
- (96006) 2004 NE27 (radente esternamente)
- (96011) 2004 PD6 (radente esternamente)
- (96080) 7649 P-L (radente esternamente)
- 100553 Dariofo
- 101811 Jakobkaup
- 101961 Augustklipstein
- 192686 Aljuroma
- 270588 Laurieanderson